# Sowetsk (Tula)
Sowetsk (russisch Советск) ist eine Kleinstadt in der Oblast Tula (Russland) mit 7536 Einwohnern (Stand 14. Oktober 2010).

## Geografie
Die Stadt liegt etwa 40 km südlich der Oblasthauptstadt Tula am linken Ufer der hier zur Talsperre Schtschokino aufgestauten Upa, eines rechten Nebenflusses der in die Wolga mündenden Oka.
Sowetsk liegt im Rajon Schtschokino, etwa 18 Kilometer südöstlich des Rajonverwaltungszentrums.

## Geschichte
Ab Ende der 1940er Jahre entstand im Zusammenhang mit der Errichtung des Wärmekraftwerkes Schtschokino eine Arbeitersiedlung am Ufer der als Kühlwasserreservoir für das Kraftwerk angestautes Upa. Am 1. Juli 1950 nahm das Kraftwerk den Betrieb auf, und 1954 wurde der Siedlung das Stadtrecht verliehen.

### Bevölkerungsentwicklung
| Jahr | Einwohner |
| ---- | --------- |
| 1959 | 10.099    |
| 1970 | 11.024    |
| 1979 | 10.432    |
| 1989 | 10.077    |
| 2002 | 8.770     |
| 2010 | 7.536     |

Anmerkung: Volkszählungsdaten

## Wirtschaft und Infrastruktur
Bei Sowetsk befindet sich das Wärmekraftwerk Schtschokino (Schtschokinskaja GRES) des regionalen Energieunternehmens TGK-4 mit einer installierten Leistung von 400 Megawatt.
In der Stadt gibt es zudem kleinere Werke für Heizkesselzusatzausrüstungen und -rohre, Dämmstoffe sowie eine Möbel- und eine Textilfabrik.
Nächstgelegene Bahnstation ist Schitowo knapp zehn Kilometer westlich von Sowetsk an der Strecke Moskau–Tula–Kursk–Charkiw. Nördlich der Stadt führt zudem die Industriebahn (nur Güterverkehr) Schtschokino–Lipki–Kirejewsk–Dedilowo (bei Uslowaja) vorbei.

## Söhne und Töchter der Stadt
- Jekaterina Kalintschuk (1922–1997), Turnerin